# وینسنت کلین
وینسنت کلین (انگلیسی: Vincent Klyn؛ زادهٔ ۳۰ ژوئن ۱۹۶۰) هنرپیشه اهل نیوزیلند است. از فیلم‌هایی که وی در آن نقش داشته است، می‌توان به سایبورگ و نقطه شکست اشاره کرد.